# 卡林 (密蘇里州)
卡林（英語：Karlin）是位於美國密蘇里州波爾克縣的非建制地區。

## 歷史
卡林的郵局於1903年設立，其後於1944年停運。

## 地理
卡林所處的海拔為高於海平面345米（即1132英呎），而該地所採用的時區為UTC-6，即北美中部時區（CST）。同時該地設有夏令時間，為UTC-6調快一小時，即UTC-5（CDT）。